# Ghiacciaio Colorado
Il ghiacciaio Colorado (in inglese Colorado Glacier) è un ghiacciaio situato nell'entroterra della costa di Hobbs, nella parte occidentale della Terra di Marie Byrd, in Antartide. Il ghiacciaio, il cui punto più alto si trova 1 350 m s.l.m., fluisce verso nord-est a partire dall'altopiano Michigan fino ad unire il proprio flusso a quello del ghiacciaio Reedy, fra le colline Quarzo e le colline di Eblen.

## Storia
Il ghiacciaio Colorado è stato mappato dallo United States Geological Survey grazie a ricognizioni terrestri dello stesso USGS e a fotografie aeree scattate dalla marina militare statunitense nel periodo 1960-64; esso è stato poi così battezzato dal Comitato consultivo dei nomi antartici in onore dell'Università del Colorado di Boulder, che aveva inviato molto personale di ricerca in Antartide.